# 飛俠哥頓 (電影)
《飛俠哥頓》（英語：Flash Gordon）是一部於1980年上映的英國太空歌劇動作片。由麥克·霍基斯執導，迪諾·德·勞倫提斯監製，小洛倫佐·森普爾編劇。電影改編自於1934年起發行的同名漫畫，創作者為亞歷士·雷蒙。配樂由皇后合唱團與霍華·布雷克共同完成。
電影由山姆·J·瓊斯、梅樂蒂·安德生、麥斯·馮·西度、提摩西·達頓、哈伊姆·托波爾與歐奈拉·慕提主演。該片定於1980年12月5日在美國上映，而英國則於1980年12月11日上映。儘管電影獲得的評價以好評居多，但在英國外的國家所獲得的票房並不佳。之後，《飛俠哥頓》成為了一部邪典電影。

## 劇情
故事敘述位於蒙戈星的宇宙邪惡皇帝明王打算毀滅地球，使得才華橫溢的科學家漢斯·查可夫打算前往地球，但他及同夥高登、黛兒卻遭明王抓住，使得飛俠哥頓前來拯救並共同對抗明王。

## 演員
- 山姆·J·瓊斯飾演飛俠哥頓（英语：Flash Gordon）
- 梅樂蒂·安德生（英语：Melody Anderson）飾演黛兒·亞頓（Dale Arden）
- 麥斯·馮·西度飾演明無情（英语：Ming the Merciless）皇帝（Emperor Ming the Merciless）
- 哈伊姆·托波爾（英语：Chaim Topol）飾演漢斯·查可夫（英语：Hans Zarkov）博士（Dr. Hans Zarkov）
- 歐奈拉·慕提飾演歐拉公主（Princess Aura）
- 提摩西·達頓飾演巴倫王子（Prince Barin）
- 布萊恩·布雷斯德（英语：Brian Blessed）飾演瓦爾肯王子（Prince Vultan）
- 彼得·溫賈德飾演克利特厄斯將軍（General Klytus）
- 瑪莉安吉拉·梅拉圖（英语：Mariangela Melato）飾演卡拉將軍（General Kala）

## 重啟
2015年，新的《飛俠哥頓》電影計畫被提出。二十世紀福斯聘請了JD·佩恩和派翠克·麥凱撰寫劇本，而馬修·范恩則在談判擔任導演一職。2016年1月15日，馬克·普羅塞維奇被聘來為電影改寫劇本。2018年10月底，朱利斯·艾弗里被選來擔任導演。
2019年3月20日，随着迪士尼收购福斯，原本的真人版计划被取消。2019年6月24日，迪士尼宣布开发该作的动画版电影，制作商改为福斯与迪士尼联合制作。

## 外部連結
- Flash Gordon – Saviour of the Universe Edition
- 互联网电影数据库（IMDb）上《Flash Gordon》的资料（英文）
- TCM电影资料库上《Flash Gordon》的资料（英文）
- AllMovie上《Flash Gordon》的资料（英文）
- 美国电影学会目录上的《Flash Gordon》（英文）
- Box Office Mojo上《Flash Gordon》的資料（英文）
- 爛番茄上《Flash Gordon》的資料（英文）